# Neoelamita I
El Neoelamita I (vers 1100-770 aC) és un període de la història d'Elam que no va deixar documents elamites escrits. En aquest temps la regió d'Anshan es creu per alguns indicis que encara era elamita. El rei babiloni Marbitiaplaushaur (vers 984-979 aC) fou d'origen elamita, i soldats elamites van lluitar al costat del rei babiloni Marduk-balatsuiqbi contra els assiris sota Shamshiadad V (vers 823-811 aC).